# 愛するふるさと
「愛するふるさと」（あいするふるさと）は、東京都板橋区が制定した区民愛唱歌である。作詞・薩摩忠、作曲・山本直純。

## 解説
1932年（昭和7年）10月1日に東京府北豊島郡板橋町他の町村が東京市へ編入合併されて発足した板橋区の区制50周年を記念して、1982年（昭和57年）に制定された。同年には足立区や杉並区でも、板橋区と同じ動機により区歌が制定されている。作詞・作曲は懸賞募集に拠らずいずれも専業の薩摩忠と山本直純に依頼された。
制定時にポリドールが板橋区混声合唱団他の合唱を収録したシングル盤（規格品番：DI 1461）を製造している。板橋区役所では例規集に告示が掲載されている区章・区旗と異なり、区歌に関しては明文の制定告示がないことから「愛するふるさと」を「区歌」でなく「愛唱歌」と位置付けているが、事実上は区歌と同様に扱われている。
区の公式サイトに楽曲の紹介は掲載されておらず2012年（平成24年）に刊行された『全国 都道府県の歌・市の歌』にも未収録だが、区のスポーツ振興課が作成した区民体操「ふるさといたばし体操」のBGMに「愛するふるさと」が使われている。また、板橋区立文化会館に事務局を置く板橋区文化・国際交流財団では「愛するふるさと」と1968年（昭和43年）の東京奠都100周年記念で作成された区民音頭「板橋音頭」および行進曲バージョンをカップリングしたCDを販売している。